# ماتياس هامونيلا
ماتياس هامونيلا (بالإنجليزية: Mathias Hamunyela) (مواليد 15 أكتوبر 1992) هو ملاكم ناميبي، مثّل بلاده في الألعاب الأولمبية الصيفية 2016.

## روابط خارجية
ماتياس هامونيلا على موقع بوكس ريك (الإنجليزية) (registration required)
- ماتياس هامونيلا على موقع أوليمبيديا (الإنجليزية)